# 馬場有
馬場 有（ばば たもつ、1948年11月17日 - 2018年6月27日）は、日本の政治家。元福島県双葉郡浪江町長（3期）。位階は従五位。

## 経歴
福島県双葉郡浪江町生まれ。1968年3月、福島県立原町高等学校卒業。1972年3月、東北学院大学経済学部卒業。浪江町議会議員・議長、福島県議会議員を経て、2007年12月2日の浪江町長選挙で、再選を目指していた横山藏人を破って初当選。2018年6月、体調不良のため町議会に辞表を提出していたが、同年6月27日に町長在職のまま、胃がんのため、福島市の病院で死去。69歳没。
2011年3月の福島第一原子力発電所事故で、町民の避難や賠償請求支援などの対応にあたるとともに、東京電力の責任を追及した。
死没日をもって従五位叙され、旭日小綬章を追贈された。

## 出演

### 映画
- 日本と原発 私たちは原発で幸せですか?（2014年、監督：河合弘之）
- 日本と原発 4年後（2015年、監督：河合弘之）
- 浪江町消防団物語「無念」（2016年、監督：いくまさ鉄平） ※声の出演[7]